# Pantsætning
Pantsætning er et at give pant som sikkerhedsstillelse for et lån. Sikkerhedsstillelsen kan ske i form af underpant eller håndpant.
- Underpant, hvor kreditor modtager et tinglyst pantebrev i aktiver tilhørende debitor (fast ejendom[3] eller løsøre,[4] bil eller lignende).[5]
  - Fordringspant stiftes efter tinglysningsloven § 47 d.[6]
  - Virksomhedspant omfatter hvad virksomheden ejer og fremtidig erhverver af en eller flere nærmere kategorier af aktiver.[7]
- Håndpant, hvor debitor fysisk afleverer det pantsatte til kreditor, f.eks. ved give kreditor værdipapirer som sikkerhed.[8]
  - Endelig findes kustodepant. Kustodepant er en form for håndpant, hvor tredjemand opbevarer det pantsatte aktiv.[9]

Håndpant er den form, som benyttes hos en pantelåner, som vurderer den ejendel, man ønsker at pantsætte og udbetaler et lån i forhold til den værdi, den ansættes til. Det er et uformelt lån, som private kan optage, og hvor de kan indløse pantet når som helst inden en vis frist.

## Kreditsikring
Pantsætning og kaution og er de to hyppigst anvendte typer kreditsikring. Pant giver kreditor reel sikkerhed; hvorimod kaution giver kreditor personel sikkerhed. En tredje type kreditsikring er ejendomsforbehold.